# 382 Додона
382 Додона је астероид главног астероидног појаса. Приближан пречник астероида је 58,37 -км,
а средња удаљеност астероида од Сунца износи 3,118 астрономских јединица (АЈ).
Инклинација (нагиб) орбите у односу на раван еклиптике је 7,400 степени, а орбитални период износи 2011,725 дана (5,507 година). Ексцентрицитет орбите астероида износи 0,175.
Апсолутна магнитуда астероида износи 8,77 а геометријски албедо 0,161.
Астероид је откривен 29. јануара 1894. године.